# Glochidion flavidum
Glochidion flavidum är en emblikaväxtart som beskrevs av Wilhelm Sulpiz Kurz, Johannes Elias Teijsmann och Simon Binnendijk. Glochidion flavidum ingår i släktet Glochidion och familjen emblikaväxter.
Artens utbredningsområde är Java. Inga underarter finns listade i Catalogue of Life.